# The Parting Glass
"The Parting Glass" là một bài hát truyền thống của người Scotland và Ireland, thường được hát vào cuối những buổi gặp mặt bạn bè. Nó được cho là bài hát chia tay nổi tiếng nhất ở Scotland trước khi Robert Burns sáng tác bài "Auld Lang Syne". Bài hát cũng rất nổi tiếng tại Ireland cũng như các cộng đồng người Ireland.

## Lịch sử

### Lời
Bản in lâu đời nhất là một bản giấy khổ rộng một mặt vào những năm 1770 và lần đầu xuất hiện dưới dạng sách trong cuốn "Scots Songs" của Herd. Một phiên bản ban đầu thường được quy cho Sir Alex Boswell. Lời của bài hát chắc chắn lâu đời hơn so với bản khổ rộng năm 1770, bởi nó được ghi trong Skene Manuscript, bộ sưu tập những điệu nhạc Scotland được sáng tác từ 1615 tới 1635. Nó được biết đến sớm nhất ít nhất từ năm 1605, khi một phân đoạn nhỏ đoạn stanza được viết trong một lá thư tiễn biệt, dưới dạng một bài thơ ngày nay được biết đến với cái tên "Armstrong's Goodnight", được sáng tác bởi một trong những người trong nhóm Border Reivers bị xử tử năm 1600 vì sát hại Sir John Carmichael, người đứng đầu của Scottish West March.

### Giai điệu
Sự xuất hiện sớm nhất của giai điệu liên quan tới lời có trong đoạn vĩ cầm mang tên "The Peacock", được ghi trong A Selection of Scots, English, Irish and Foreign Airs, tập 2 (1782) của James Aird.
Patrick Weston Joyce, trong cuốn Old Irish Folk Music and Songs (1909), giới thiệu giai điệu cùng một đoạn lời khác với tên "Sweet Cootehill Town", nói rằng "Đoạn nhạc có lẽ đã được sử dụng làm giai điệu tiễn biệt, cho nên—từ lời của một bài hát khác cùng loại—nó thường được gọi là 'Good night and joy be with you all.'" Nhà sưu tầm các bài hát chúc mừng của Ireland Colm O Lochlainn cũng đã thực hiện việc so sánh bản chất của "The Parting Glass" và "Sweet Cootehill Town". "Sweet Cootehill Town" cũng là một ca khúc tiễn biệt truyền thống, nhưng nói về một chàng trai Ireland đi tới nước Mỹ.
Phần giai điệu xuất hiện cùng phần lời linh thiêng trong cuốn sách nhạc thế kỉ 19 của Mỹ. Bài "Shouting Hymn" trong cuốn Christian Harmony (1805) của Jeremiah Ingalls có giai điệu khá giống. Bài hát được biết đến nhiều hơn trong giới nghệ sĩ shape note nhờ được phát hành, trong những cuốn sách lần đầu tiên được biết đến năm 1814 Collection of Hymns and Spiritual Songs, "Come Now Ye Lovely Social Band", trong Southern Harmony (1835) của William Walker, trong The Sacred Harp (1844). Kiểu nhạc này vẫn thường được các ca sĩ dòng Sacred Harp hát.

### Các phiên bản chuyển thể hiện đại
Bài hát Restless Farewell do Bob Dylan sáng tác và có mặt trong album The Times They Are a-Changin' năm 1964 được dựa chủ yếu vào The Parting Glass.
Vào năm 1998, lời bài hát truyền thống được đặt theo giai điệu mới của nhạc sĩ người Ireland Shaun Davey. Vào năm 2002, anh soạn bản này cho dàn nhạc, dàn đồng ca, kèn, vĩ cầm, và trống để đánh dấu sự thành lập của Helix Concert Hall tại Dublin, Ireland.

## Các bản thu âm
| Năm  | Nghệ sĩ                             | Album                                                                               | Chú thích hay vị trí cao nhất trên bảng xếp hạng                              |
| ---- | ----------------------------------- | ----------------------------------------------------------------------------------- | ----------------------------------------------------------------------------- |
| 1959 | The Clancy Brothers and Tommy Makem | Come Fill Your Glass with Us                                                        |                                                                               |
| 1979 | Ronnie Drew (của The Dubliners)     | Together Again                                                                      |                                                                               |
| 1982 | Ryan's Fancy                        | Irish Love Songs                                                                    |                                                                               |
| 1985 | The Pogues                          | "The Parting Glass" (đĩa đơn); tái phát hành trong Rum, Sodomy, and the Lash (2004) |                                                                               |
| 1998 | Steeleye Span                       | Horkstow Grange                                                                     |                                                                               |
| 1998 | Liam O'Maonlai và The Voice Squad   |                                                                                     | Ghi âm với giai điệu gốc của Shaun Davey cho phần cuối phim Waking Ned Devine |
| 2002 | Sinéad O'Connor                     | Sean-Nós Nua                                                                        |                                                                               |
| 2003 | The Tossers                         | Purgatory                                                                           | Bài hát ẩn                                                                    |
| 2003 | Voice Male                          | Approved                                                                            | Nhóm nhạc a capella của Bỉ                                                    |
| 2004 | The Wailin' Jennys                  | 40 Days                                                                             |                                                                               |
| 2007 | Mark Seymour                        | Titanic                                                                             |                                                                               |
| 2008 | The Holy Sea                        | A Beginner's Guide to the Sea                                                       |                                                                               |
| 2008 | The High Kings                      |                                                                                     |                                                                               |
| 2008 | Cara Dillon                         | Hill of Thieves                                                                     |                                                                               |
| 2009 | The Spooky Men's Chorale            | Deep                                                                                |                                                                               |
| 2010 | Luke Macfarlane                     |                                                                                     | Brothers & Sisters (chương trình truyền hình) Mùa 4 tập 23                    |
| 2010 | Loreena McKennitt                   | The Wind That Shakes the Barley                                                     |                                                                               |
| 2011 | Celtic Woman                        | Celtic Woman: Believe                                                               |                                                                               |
| 2011 | Ed Sheeran                          | +                                                                                   | Bài hát ẩn                                                                    |
| 2011 | The Felice Brothers                 | God Bless You Amigo                                                                 |                                                                               |
| 2011 | Bruce Guthro                        | Celtic Crossing                                                                     |                                                                               |
| 2012 | Emily Kinney và Lauren Cohan        | The Walking Dead: AMC Original Soundtrack, Vol. 1                                   | Được thu trong The Walking Dead.                                              |
| 2013 | UCD Choral Scholars                 | The Parting Glass (EP)                                                              |                                                                               |
| 2013 | Sarah Greene                        | Assassin's Creed IV: Black Flag                                                     | Đoạn kết của câu chuyện trong game                                            |
| 2014 | Peter Hollens                       | Self-Titled                                                                         |                                                                               |
| 2014 | Glen Hansard và các khách mời       | Céilúradh at Royal Albert Hall                                                      |                                                                               |
| 2015 | Damien Leith                        | Songs From Ireland                                                                  | Album hạng 11 ở Australia                                                     |
| 2015 | Scythian                            | Old Tin Can                                                                         |                                                                               |
| 2016 | Paul Kelly                          | Death's Dateless Night                                                              |                                                                               |
| 2016 | Alexander Armstrong                 | Upon a Different Shore                                                              |                                                                               |
| 2017 | Trey Anastasio Band                 | Live Phish Series                                                                   |                                                                               |